# Taylor Negron
Brad Stephen "Taylor" Negron (Glendale, 1 de agosto de 1957 – Los Angeles, 10 de janeiro de 2015) foi um ator, comediante, pintor e dramaturgo
americano, descendente de porto-riquenhos. 
Atuou em filmes como Picardias Estudantis, Nothing but Trouble, The Last Boy Scout, Stuart Little e Os Flintstones em Viva Rock Vegas. Negron também participou de séries como Wizards of Waverly Place, The Fresh Prince of Bel Air, Seinfield, Friends, That's So Raven e ER.  
Além de atuar, Taylor Negron também foi um pintor talentoso, tendo tido Henri Matisse, Jean-Édouard Vuillard, Don Bachardy e David Hockney como influências.

## Vida pessoal
Negron era abertamente gay.
Ele era primo do cantor Chuck Negron.

### Morte
Negron foi diagnosticado com câncer de fígado em 2008. Em 10 de janeiro de 2015, ele morreu em sua casa em Los Angeles, cercado por familiares, aos 57 anos.